# A magyar forint pénzjegyei

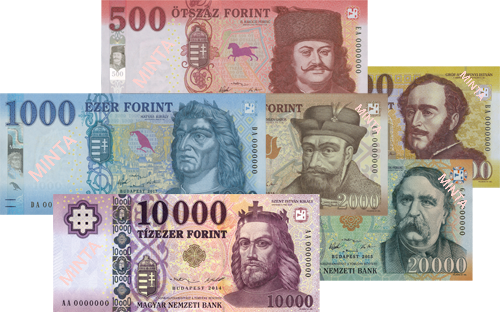
A 2014-es, jelenleg érvényes sorozat

A magyar forint pénzjegyei a jelenleg hivatalos készpénzállomány részét képezik Magyarországon a magyar forint pénzérméivel együtt. Valamennyi forintpénzjegy a Magyar Nemzeti Bank által kibocsátott bankjegy. A bankjegy-alappapírt a Diósgyőri Papírgyár gyártja, nyomtatásukat a Pénzjegynyomda Zrt. végzi. A forint történetét végig kísérő infláció miatt a kezdeti 10 és 100 forintos bankjegyből álló sort mára egy olyan pénzjegysor váltotta fel, melynek legkisebb címlete az 500, legnagyobb címlete a 20 000 forintos. Bizonyos időközönként forgalmi emlékbankjegyeket, illetve emlékérméket is kibocsát a nemzeti bank.
A legtöbb elismerést az 1947-től kibocsátott sorozat kapta, a numizmatikusok és a grafikusok egyöntetűen a világ legszebb bankjegysorozatai között tartják számon. Ez rendkívül hosszú ideig, 50 évig változatlan stílusban került kiadásra, az egész szocializmus idején ez volt forgalomban. Az ennek leváltására kiadott, a magyar bankógrafikai hagyományokkal teljesen szakító 1997-es sorozat már közel sem ért el ekkora sikert, sőt, számos kritika érte a bankjegyek egyes elemeit (pl. a bankjegyeken szereplő történelmi személyek arcképének hiteltelensége vagy a túl leegyszerűsített színhasználat, helyesírási hibák, hátoldali kép címének helytelensége). A legújabb, 2014-es sorozat pedig még elődjénél is népszerűtlenebb lett, pozitív minősítést már egyáltalán nem kapott, csak kritika érte.
2024 áprilisában Matolcsy György jegybankelnök a 2023-as készpénzes fizetések átlagértékére (3597 Ft), valamint a 20 000 forintos bankjegyek forgalomban lévő mennyiségének csökkenésére hivatkozva, visszautasította az 50 000 forintos bankjegy bevezetésének szükségességét.

## 1946-os sorozat

### Tervezés
Szakmai körökben már 1946 legelején belátták, hogy a pénzügyi stabilizáció csak új pénznem bevezetésével valósítható meg, mivel az addigi fizetőeszközt, a pengőt a második világháború után soha nem tapasztalt infláció sújtotta. Egy ideig vita folyt az új valuta nevéről, végül a forint mellett döntöttek. (Forintnak nem első alkalommal hívnak Magyarországon fizetőeszközt.) Az új pénznem 1946. augusztus 1-jén váltotta fel a pengőt. A bankjegyek megtervezésére Horváth Endrét, a pénzjegynyomda grafikusát kérték fel. A bankjegyeken az élet háború utáni újraindulására utaló szimbólumok és allegorikus alakok szerepeltek (szerszámok, dolgozók), hasonlóan az első világháború után kiadott korona pénztárjegyekhez.

### Előállítás
A legelső forintbankjegyeket igen nehéz körülmények között kellett előállítani. Az inflációs pengőbankjegyeket hatalmas mennyiségben gyártották, így a forint előállításához már nem volt elegendő papír és a piros nyomdafesték is elfogyott. Végül finn és francia importból sikerült szerezni megfelelő minőségű vízjeles bankjegypapírt. 1946-ban csak 10 és 100 forintos bankjegyeket gyártottak. Az új bankjegyek terveit Horváth Endre készítette korábbi papírpénzterveit is felhasználva. A gyenge nyomdatechnika (ofszetnyomtatás) miatt a bankjegyeket nem volt nehéz utánozni (a százforintosok hamisítása hamar veszélyes méreteket öltött), és a bankjegyek papírja gyorsan kopott, emiatt rövidesen új bankjegyeket kellett bevezetni. Mivel ezek (különösen a tízes) csak viszonylag rövid időt töltöttek a forgalomban, gyűjtői szempontból így értékesnek számítanak.
| Kép                                               | Kép      | Névérték | Méret       | Leírás                                                                       | Leírás                              | Dátumok         | Dátumok            | Dátumok           | Dátumok            |
| Előoldal                                          | Hátoldal | Névérték | Méret       | Előoldal                                                                     | Hátoldal                            | kibocsátás      | forgalomba kerülés | bevonás           | átváltási határnap |
| ------------------------------------------------- | -------- | -------- | ----------- | ---------------------------------------------------------------------------- | ----------------------------------- | --------------- | ------------------ | ----------------- | ------------------ |
|                                                   |          | 10 Ft    | 155 × 71 mm | férfiarc (modell: Pfeffer Mihály, a pénzjegynyomda gépmestere)               | Kossuth-címer                       | 1946. június 3. | 1946. augusztus 1. | 1948. március 31. | 1951. március 31.  |
|                                                   |          | 100 Ft   | 158 × 72 mm | női arc (modell: Tőkés Jánosné Várszegi Gizella, a pénzjegynyomda dolgozója) | Kalapácsot és búzakévét tartó kezek | 1946. június 3. | 1946. augusztus 7. | 1951. május 1.    | 1951. december 31. |
| A képeken kb. 0,7 pixel felel meg 1 milliméternek |          |          |             |                                                                              |                                     |                 |                    |                   |                    |

## 1947-es sorozat

### Tervezés
1947-től új bankjegyek jöttek ki. Ezeket a papírpénzeket már kifinomultabb megjelenés és igényesebb nyomdatechnika jellemezte: az árnyalatos alapnyomat finom rajzolatai képezte háttérre metszetmélynyomással készült képnyomat került. Ezeket a pénzeket is Horváth Endre tervezte, szerepét később Nagy Zoltán, majd Vagyóczky Károly vette át. A bankjegysor kisebb változtatásokkal és bővítéssel mintegy 50 évig szolgálta a magyar készpénzforgalmat. Az időközben bekövetkezett politikai változásokat tükrözik a címerváltozatok. 1947-ben csak a 10 forintos jelent meg, majd röviddel ezután (1948-ban) a 20 és 100 forintos, 1953-ban az ötvenes. Az első 100 forint feletti címletet 1970-ben bocsátották ki az 500 forintos alakjában, majd 1983-ban az ezres következett. Erre a címletre akkora volt az igény, hogy még ugyanabban az évben egy újabb szériát nyomtattak. Utolsóként az ötezres jelent meg, 1991-ben (már a rendszerváltás után).
Szemben a legtöbb szocialista ország papírpénzeivel, a forint bankjegyekre nem kerültek munkásmozgalmi jelképek, ahhoz kötődő személyek portréja vagy a „szocializmus építését” illusztráló jelenetek, sőt, II. Rákóczi Ferenc személyében még uralkodó is helyet kapott a bankjegyek egyikén (bár nevét – ellentétben a többi bankjegyszereplővel – nem tüntették fel, ebben azonban nem kell keresni semmiféle különleges okot, az ötvenforintos bankjegy kibocsátása egyedileg történt, valószínűleg ez lehet a magyarázat). A bankjegyek előoldalán a magyar kultúra és történelmi emlékezet (a politikai kurzusnak is megfelelő) kiemelkedő személyiségeit ábrázolták, hátoldalán pedig legtöbbször valamilyen műalkotást. A bankjegyek sajátosan magyar, „akadémikus” stílusban készültek, ami külföldön is méltán vívott ki elismerést a tervezőknek.
A 20 forintos hátoldalán látható – kalapácsot és búzakévét tartó – férfiakt modellje a nyíregyházi születésű Hegedűs István (1924–1956) öttusázó volt. A képről a következő versike terjedt el: „Hiába kalapálsz, hiába aratsz, / Mindig csak ilyen meztelen maradsz. / S mire egy darab rongyot veszel, / Addigra ilyen öreg leszel.” (A végén a bankjegyet megfordítva Dózsa György portréjára mutatva.)
A bankjegyeken többször változott a címer. Az első bankjegyek forgalomba kerülésekor a Kossuth-címer volt Magyarország jelképe, majd a szocializmus beköszöntekor a szocialista államvezetéshez illeszkedő új címer, a Rákosi-címer került a bankjegyekre. Az 1956-os forradalom után újra a Kossuth-címer lett az ország jelképe, de az olyan rövid ideig volt érvényben, hogy bankjegyre nem került. 1957-től a Kádár-címer, 1990-től pedig a jelenlegi államcímer, a koronás kiscímer került a bankjegyekre. Mivel az első ötezer forintosok bevezetésekor (1991) már az utóbbi volt az ország címere, ezért abból kizárólag kiscímeres változat készült.

### Biztonsági elemek
Biztonságtechnikai szempontból eleinte elegendő védelmet jelentett a speciális metszetmélynyomásos nyomdatechnika, a színárnyalatos nyomás és a (már hazai előállítású) biztonsági bankjegypapír, hiszen akkoriban főleg, de még később is a rendszer körülményei között a legprimitívebb sokszorosítóeszközökhöz is igen nehéz volt hozzájutni, emellett a magas állami kontrollnak köszönhetően nagyobb bűnszervezetek sem tudtak kialakulni, amelyek bankjegyhamisítást nagy tételben lettek volna képesek kivitelezni. Az ezresen már volt mikroírás, az ötezresen biztonsági szál is, de hamarosan már ez is kevésnek bizonyult: a rendszerváltás után hirtelen elérhetővé vált másolás- és nyomdatechnikai eszközök (szkennerek, nyomtatók, fénymásolók) segítségével házilagosan is megtévesztően jó utánzatokat lehetett készíteni, valamint a maffiahálózatok gyors kiépülése is megtörtént. Ez egyre inkább új bankjegysor kibocsátására sarkallta a Nemzeti Bankot.

### Katalógus
| Kép                                               | Kép                      | Névérték                 | Méret                    | Leírás                                            | Leírás                                      | Dátumok                  | Dátumok                  | Dátumok                  | Dátumok                  |
| Előoldal                                          | Hátoldal                 | Névérték                 | Méret                    | Előoldal                                          | Hátoldal                                    | kibocsátás               | forgalomba kerülés       | bevonás                  | átváltási határnap       |
| Kossuth-címeres kiadások                          | Kossuth-címeres kiadások | Kossuth-címeres kiadások | Kossuth-címeres kiadások | Kossuth-címeres kiadások                          | Kossuth-címeres kiadások                    | Kossuth-címeres kiadások | Kossuth-címeres kiadások | Kossuth-címeres kiadások | Kossuth-címeres kiadások |
| ------------------------------------------------- | ------------------------ | ------------------------ | ------------------------ | ------------------------------------------------- | ------------------------------------------- | ------------------------ | ------------------------ | ------------------------ | ------------------------ |
|                                                   |                          | 10 Ft                    | 166 × 72 mm              | Petőfi Sándor                                     | Jankó János: Folyóparti táj                 | 1947. február 27.        | 1947. július 25.         | 1992. szeptember 30.     | 1993. december 31.       |
|                                                   |                          | 20 Ft                    | 166 × 72 mm              | Dózsa György                                      | Kalapácsot és búzakalászt tartó férfi akt   | 1947. február 27.        | 1948. augusztus 1.       | 1992. szeptember 30.     | 1993. december 31.       |
|                                                   |                          | 100 Ft                   | 166 × 72 mm              | Kossuth Lajos                                     | Lotz Károly: Menekülés a közelgő vihar elől | 1947. február 27.        | 1948. augusztus 14.      | 1998. december 31.       | 1999. december 31.       |
| Rákosi-címeres kiadások                           |                          |                          |                          |                                                   |                                             |                          |                          |                          |                          |
|                                                   |                          | 10 Ft                    | 166 × 72 mm              | Petőfi Sándor                                     | Jankó János: Folyóparti táj                 | 1949. október 24.        | 1950. július 1.          | 1992. szeptember 30.     | 1993. december 31.       |
|                                                   |                          | 20 Ft                    | 166 × 72 mm              | Dózsa György                                      | Kalapácsot és búzakalászt tartó férfi akt   | 1949. október 24.        | 1950. július 1.          | 1992. szeptember 30.     | 1993. december 31.       |
|                                                   |                          | 50 Ft                    | 166 × 72 mm              | Mányoki Ádám: II. Rákóczi Ferenc portréja         | Ismeretlen festő: Kuruc–labanc viadal       | 1951. szeptember 1.      | 1953. június 13.         | 1996. június 30.         | 1996. december 31.       |
|                                                   |                          | 100 Ft                   | 166 × 72 mm              | Kossuth Lajos                                     | Lotz Károly: Menekülés a közelgő vihar elől | 1949. október 24.        | 1950. július 1.          | 1998. december 31.       | 1999. december 31.       |
| Kádár-címeres kiadások                            |                          |                          |                          |                                                   |                                             |                          |                          |                          |                          |
|                                                   |                          | 10 Ft                    | 166 × 72 mm              | Petőfi Sándor                                     | Jankó János: Folyóparti táj                 | 1957. május 23.          | 1959. október 27.        | 1992. szeptember 30.     | 1993. december 31.       |
|                                                   |                          | 20 Ft                    | 166 × 72 mm              | Dózsa György                                      | Kalapácsot és búzakalászt tartó férfi akt   | 1957. május 23.          | 1960. november 8.        | 1992. szeptember 30.     | 1993. december 31.       |
|                                                   |                          | 50 Ft                    | 166 × 72 mm              | Mányoki Ádám: II. Rákóczi Ferenc portréja         | Ismeretlen festő: Kuruc-labanc viadal       | 1965. szeptember 3.      | 1966. június 15.         | 1996. június 30.         | 1996. december 31.       |
|                                                   |                          | 100 Ft                   | 166 × 72 mm              | Kossuth Lajos                                     | Lotz Károly: Menekülés a közelgő vihar elől | 1957. május 23.          | 1959. március 20.        | 1998. december 31.       | 1999. december 31.       |
|                                                   |                          | 500 Ft                   | 174 × 80 mm              | Ady Endre                                         | Budapest látképe az Erzsébet híddal         | 1969. június 30.         | 1970. augusztus 21.      | 1999. augusztus 31.      | 2019. szeptember 1.      |
|                                                   |                          | 1000 Ft                  | 174 × 80 mm              | Bartók Béla                                       | Medgyessy Ferenc: Anya gyermekével          | 1983. március 25.        | 1983. június 27.         | 1999. augusztus 31.      | 2019. szeptember 1.      |
| Kiadások a koronás kiscímerrel                    |                          |                          |                          |                                                   |                                             |                          |                          |                          |                          |
|                                                   |                          | 100 Ft                   | 166 × 72 mm              | Kossuth Lajos                                     | Lotz Károly: Menekülés a közelgő vihar elől | 1992. január 15.         | 1992. július 1.          | 1998. december 31.       | 1999. december 31.       |
|                                                   |                          | 500 Ft                   | 174 × 80 mm              | Ady Endre                                         | Budapest látképe az Erzsébet híddal         | 1990. július 31.         | 1992. április 6.         | 1999. augusztus 31.      | 2019. szeptember 1.      |
|                                                   |                          | 1000 Ft                  | 174 × 80 mm              | Bartók Béla                                       | Medgyessy Ferenc: Anya gyermekével          | 1992. október 30.        | 1993. november 5.        | 1999. augusztus 31.      | 2019. szeptember 1.      |
|                                                   |                          | 5000 Ft                  | 174 × 80 mm              | Friedrich von Amerling: Széchenyi István portréja | A Magyar Tudományos Akadémia épülete        | 1990. július 31.         | 1991. március 25.        | 1999. július 26.         | 2019. július 27.         |
| A képeken kb. 0,7 pixel felel meg 1 milliméternek |                          |                          |                          |                                                   |                                             |                          |                          |                          |                          |

## 1997-es sorozat
Már az új érmék bevezetésével egy időben tervezte a Nemzeti Bank, hogy rövid időn belül a bankjegyeket is lecseréli, de ez 1997-ig nem történt meg. A kilencvenes évekre Nyugat-Európában gyakorlattá vált, hogy a bankjegysorozatokat 10-20 évente lecserélik. Magyarországon gyakorlatilag 1948 óta változatlan volt a bankjegysorozat (mint ahogyan bármely más szocialista országban, ez a nagy fokú pénzügyi stabilitásnak volt köszönhető), biztonságtechnikai szempontból így elavult. A Nemzeti Bankot az is sürgette, hogy a rendszerváltás után megugrott infláció az ötezresnél nagyobb címletű bankjegy (logikusan 10 000 forintos) forgalomba hozatalát tette szükségessé, az új bankjegyet pedig már nem a régi technológiával kívánták előállítani, erre különösen az ötezresek elharapódzó hamisítása figyelmeztetett. A Nemzeti Banknak mérlegelni kellett, hogy feladja a hazai bankjegygyártást és külföldi céggel gyártatja le az új sorozatot, vagy költséges beruházással itthon oldja meg. A Nemzeti Bank végül a Pénzjegynyomda modernizálása mellett döntött.

### Tervezés
Már 1991-ben és 1993-ban is készültek bankjegytervek, olyan, a ma használt bankjegyeken is fellelhető elemekkel, mint a vízjelmező (fény felé tartva megjelenik itt a bankjegyportré árnyalatos tükörképe), az illeszkedőjel (fény felé tartva az elő- és hátoldalon lévő töredékek H betűvé egészítik ki egymást, az ország latin nevének első betűje) vagy a két betűből és hét számjegyből álló sorozatszám (amely az azonos címletű bankjegyek minden példányán különböző, így könnyen be lehet a példányokat azonosítani). Az új bankjegysort Vagyóczky Károly tervezte, előoldalukra valamely neves magyar történelmi személyiség, hátoldalukra hozzájuk kapcsolódó történelmi helyszín került. Több történelmi személy (Károly Róbert, Bethlen Gábor) is felkerült az új sorozat címleteire, aki még korábban magyar papírpénzen nem szerepelt. Ugyanakkor az új sorozatra leginkább uralkodó vagy politikus arcképe került, de – ellentétben az 1947-es sorozattal – művészé már nem. Az addig megszokott szimmetrikus elrendezés helyett az új bankjegyek aszimmetrikusak lettek, elrendezésük a nyugati bankjegyekére hasonlít (vízjelmező-értékjelzés-arckép). A bankjegyek sorszámának első betűje az adott címletre jellemző:
Jelenleg használatos:
- B – 5000 forintos (1999–)
- C – 2000 forintos (1998–)
- E – 500 forintos (1998–)
- I – 20 000 forintos (2020–)
- J – 1000 forintos (2021–)
- K – 10 000 forintos (2022–)

Korábban használatos:
- A – 10 000 forintos (1997–2019)
- D – 1000 forintos (1998–2021)
- F – 200 forintos (1998–2009)[7]
- G – 20 000 forintos (1999–2020)
- H – 10 000 forintos (2019–2021)

### Bevezetés

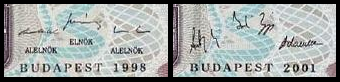
2000-től kezdve a bankjegyeken nem tüntetik fel az aláírók titulusát

Az új sorozat tagjait címletenként időben eltolva vezették be. Legelőször az addig nem használt címletek kerültek forgalomba, hogy egyenletesebbé tegyék a címleteloszlást: a 10 000 forintos 1997 júliusában, majd a 2000 forintos 1998 februárjában és a 200 forintos bankjegy kibocsátása májusban. Ezután következett a már meglévő címletek cseréje: szeptemberben az új 1000, decemberben az 500 forintosé, majd 1999 áprilisában az 5000 forintosé. (Emiatt kritika érte a bankot, amiért a leginkább hamisított címletként utoljára hagyta cseréjét.) Az új bankjegyek kiadásával egyidőben megkezdték a régiek bevonását; ez az ötezresek esetében kapuzárási effektust váltott ki a hamisítóknál, akik gyorsan szabadulni akartak utánzataiktól. Mivel a hatóságok ezerszám foglalták le a hamis ötezreseket, a bankjegyek bevonási és elévülési határidejét nagyon előre hozták, bár az ötezresek gyors bevonása után az utóbbit mindhárom bevont címlet esetében 2009-ig meghosszabbították. Ugyan eleinte tervezték a százforintos bankjegycímlet megújítását is, végül erre nem került sor. A húszezres viszont félig-meddig terven felüli címlet: eleinte nem említették a tájékoztatókban, de végül (1999-ben) legyártották, forgalomba viszont csak 2001-ben került. Az új bankjegysorozat címletösszetételét a D-metric módszer segítségével alakították ki.

### Biztonsági elemek
Olyan új biztonsági elemek jelentek meg, mint az árnyalatos vízjel, a hologramhatású csík (fémből készült fólia), a rejtett kép (bizonyos rátekintési szög esetén megjelenik a bal felső sarokban található címletspecifikus színű formán az MNB felirat), az illeszkedőjel. Az előkészületek alaposságával kapcsolatban kétségeket támaszt, ugyanakkor nem csak a forintbankjegyekre jellemző egyedi jelenség, hogy bizonyos biztonsági elemeket csak a bankjegyek újabb kiadásain alkalmaztak, ilyenek a vízjelmezőre helyezett UV-fényben látható kép és a változó színű festékkel nyomtatott rozetta (ez az 500 és 1000 forintos 2000 táján forgalomba került kiadásain került a rejtett kép helyére az MNB felirattal). Ennek ellenére néhány korszerű biztonsági elem lemaradt, például a legtöbb korszerű bankjegyen már szereplő EURion csillagkép, mely a digitális utánzatok készítését nehezíti (ezt a 2009. április 15-étől forgalomba hozott bankjegyeken pótolták). Másfelől az ezer forint feletti címleteken szereplő biztonsági elemek alig térnek el, így előfordult, hogy a kétezresről leoldották a festéket és az így nyert hologramos és vízjeles papírra nyomtattak húszezrest a hamisítók. Bár eleinte tervezték, később mégis túl alacsony címletnek találták az ezrest ahhoz, hogy hologramcsíkot helyezzenek rá. A címlet így a hamisítók fő célpontjává vált, úgyhogy a hatóságok több millió forintnak megfelelően foglalták le a hamis ezreseket. Ezt megunva kezdte meg 2006-tól a Nemzeti Bank a többi bankjegyétől eltérő (rézvörös) hologramcsíkot tartalmazó ezresek forgalomba hozatalát (később ezt ezüstszínűre cserélték, illetve a sorozatszám a többi címletre jellemző pirosról feketére változott). 2007-ben pedig kivonták a forgalomból azokat az ezerforintosokat, amelyeken még nem volt hologramcsík.
A tíz- és húszezreseknél 2009-ben egyes hamisítók olyan példányokat hoztak forgalomba, amelyek mindezeket a biztonsági intézkedéseket megkerülik. Az ilyen ún. „szuperhamisítványok” ellen biztos védelmet jelenleg csak az UV A/C lámpákkal való ellenőrzés jelent: ezek alatt a pénzjegy az UV-C fényben is világít (pirossal), nem csak a már ismert UV-A-val való megvilágításkor (zölden).
A 2020-as évek elején a következő, csak ibolyántúli fényben látható biztonsági elemeket alkalmazták a magyar bankjegyekben (a Pénzmúzeumban készült fotók):

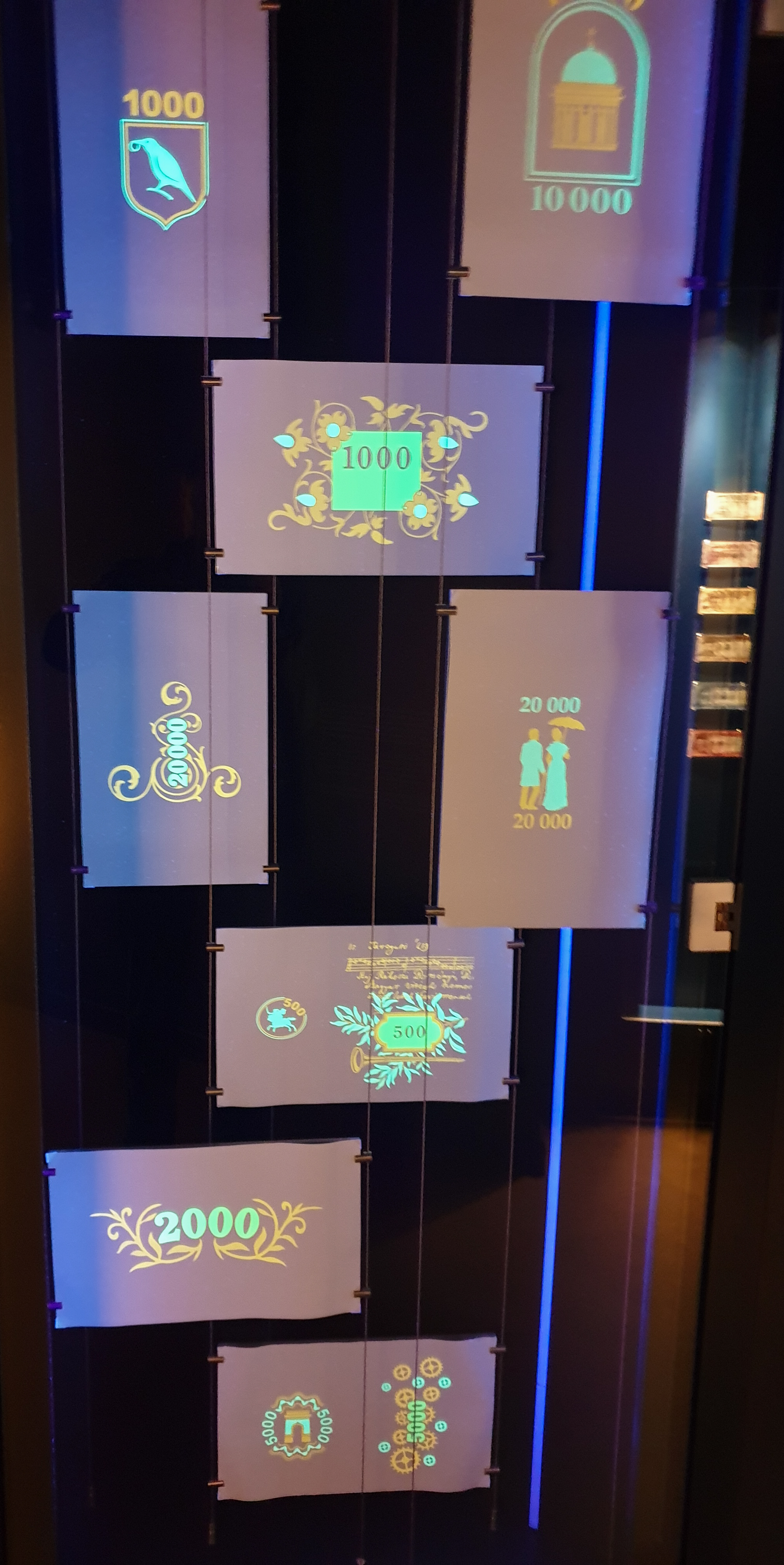
Az elemek önmagukban
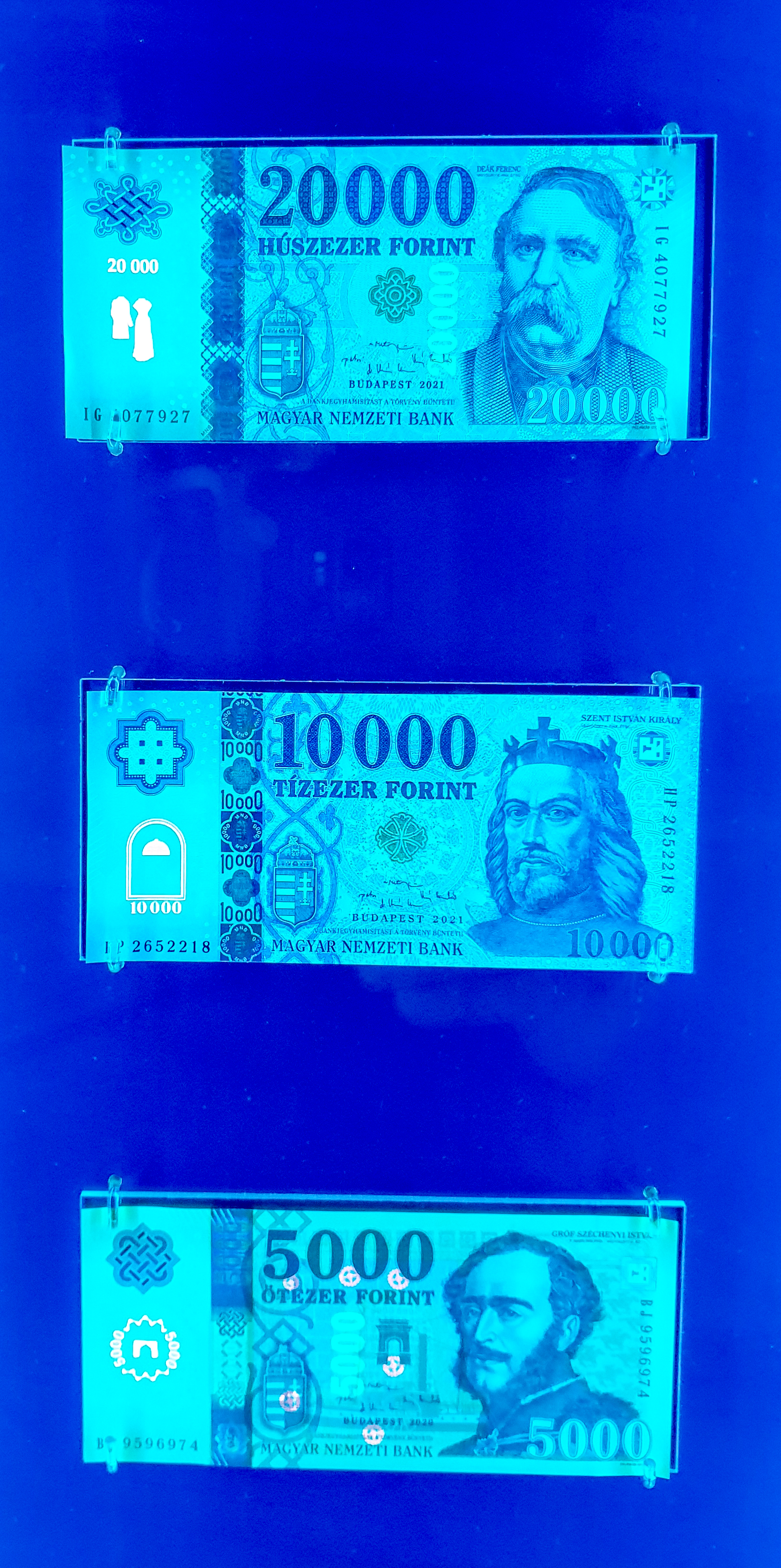
Az elemek a bankjegyeken
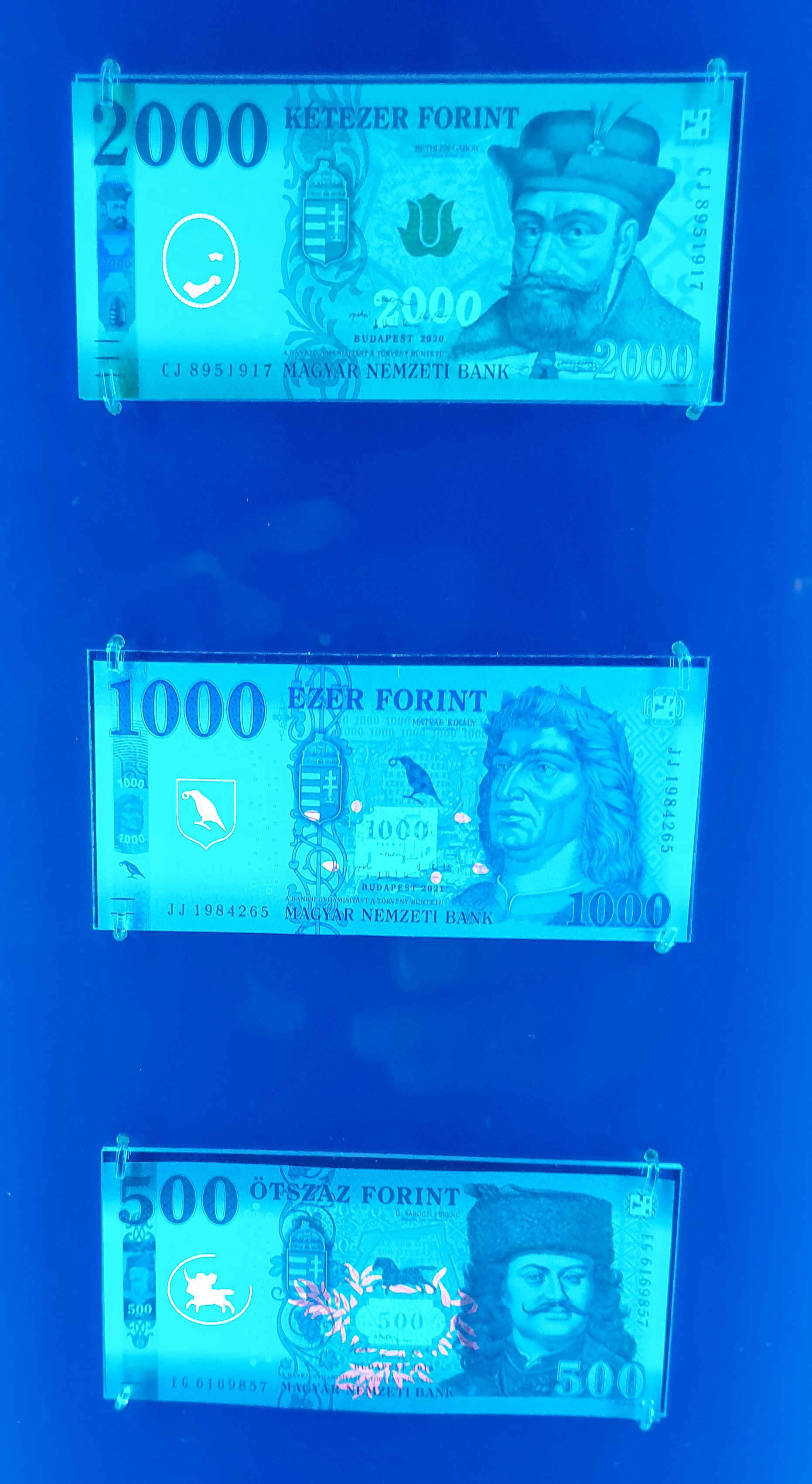
Az elemek a bankjegyeken

### Kritikák
E bankjegysor tagjait számos negatív kritika érte hiányosságok, irrelevancia és helyesírási hibák miatt.
A teljes sorozatra vonatkozó negatív kritika:
- a sorozat bankjegyei alig vagy egyáltalán nem követik a korábbi magyar bankjegysorozatok hagyományos megjelenését, gyakorlatilag a nyugati bankjegyek dizájnját vették át. Az évszázados hagyományokkal rendelkező magyar bankjegygrafika, kiváltképp az 1947-es sorozat dizájnja kidolgozottsága és egyedisége miatt nemzetközi hírűvé tette a magyar pénzgrafikát. Az új sorozat stílusa azonban elismerést nem, ellenérzést viszont annál többet váltott ki a numizmatikusok és a magyar állampolgárok részéről. Az új sorozat ugyanis szakított az évszázados hagyományokkal, helyette a bankjegyek dizájnja és grafikája sokkal modernebb a korábbi sorozathoz képest.

A tízezer forintos bankjegyet ért kritikák:
- a rajta látható Szent István-portré a Szent László-hermára emlékeztet, melyet III. Béláról mintázhattak. Szent István egyetlen korabeli és hiteles ábrázolása a koronázási paláston látható. Az ábrázolás egyrészt nem részletes, másrészt torzult a készítése óta eltelt csaknem egy évezred alatt, azonban a király hajviselete jól kivehetően eltér a tízezresen láthatótól.
- a bankjegyen szereplő korona nem releváns. A király fején feltehetően a III. Béla székesfehérvári sírjának 1848-ban történt feltárásakor talált, a királlyal együtt Szent István halála után több mint 150 évvel eltemetett halotti korona képe látható.[12] A koronázási palást István-ábrázolásán egyértelműen teljesen más típusú korona figyelhető meg az uralkodó fején.[13]
- az esztergomi látkép nem korhű és nem releváns. A bankjegyre rajzolt látképen látható épületek közül egyik sem I. István korából való (ugyanis a városkép nagyjából a maival megegyező), valamint a király székhelye a történettudomány egységes álláspontja alapján nem Esztergom, hanem Székesfehérvár volt.

Helyesírási hibák (mindegyik ki lett javítva a 2010-es években forgalomba kerülő új szérián):
- az ötezer forintos bankjegy hátoldalán helytelenül, kötőjel nélkül szerepel a „nagycenki Széchenyi-kastély” felirat az 1999-es sorozaton. A 2016-tól kibocsátott megújított bankjegyen ezt kijavították.
- Az ezerforintos hátoldalán a „Hercules-kút” felirat szintén helytelenül, ugyanúgy kötőjel nélkül látható a sorozaton, ezt is kijavították a 2017-től kibocsátott új bankjegyen.

A kétszáz forintos bankjegyet ért bírálat:
- a már bevont kétszáz forintoson lévő Károly Róbert-portré sem hiteles. Károly Róbertről nem maradt fenn részletes portréhoz használható ábrázolás, ezért Koltai Ferenc, egy, a pénzjegynyomdának beszállító nyomdatechnikai cég ügyvezető igazgatója ült modellt Vagyóczky számára.[14]

További negatív bírálatok:
- A kétezresen szereplő Madarász Viktor-festménynek „Bethlen Gábor tudósai körében” az eredeti címe, a bankjegyen azonban a „Bethlen Gábor tudósai között” felirat olvasható. Ezt a 2016-os kibocsátású új bankjegyen sem javították ki.
- a gyengénlátók számára kialakított azonosítójel nem tapintható kellően.[15]
- az eddig felsorolt kritikák jórészt valóban megállják a helyüket, azonban egy, hasonlóan széles körben elterjedt kritika tévedésen alapul: a „kétszáz” és „kétezer” számnevek informális alakok, a bankjegyeken helyesebb lenne a „kettőszáz”, illetve a „kettőezer” alak. Valójában a „kettő” alakot hivatalos dokumentumokon azért használják, mert a „két” alak kézírással is és kimondva is nagyon hasonlít a „hét” számnévre, a magyar forintnak viszont nem létezik héttel kezdődő címlete. Ha nem is túl gyakran, de már előfordult, hogy adtak ki kétszázas címletű bankjegyet (pl. 1918-as kétszáz koronás) és ezeken is a „kétszáz” alak látható, ahogyan a 2016-ban kibocsátott 2000-esen is a „kétezer” alak olvasható.

### Bevonása
A sorozatból elsőként a hologramcsík nélküli 1000 forintos kiadást vonták be 2007-ben hamisítás miatt, majd másodikként a papír kétszázas következett 2009. november 15-én. A 200 forintos bankjegyet ismét érme váltotta fel (lásd a magyar forint pénzérméi szócikket.)
Az új bankjegyek (2014-es sorozat) forgalomba kerülésével elkezdték sorban bevonni a régieket. A tervek szerint 2016 december végén vonták volna be a forgalomból az összes 2015 előtt készült húszezer forintos bankjegyet, (amit 2016 áprilisában közöltek) de ezt 2016 decemberében egy évvel elhalasztották, de 2017-ben már nem kapott haladékot, így ez év december 31-én bevonták. Az új 2000 és 5000 forintos bankjegyek bejelentésekor közölték, hogy a régi bankjegyeket öt hónappal azok forgalomba kerülése után, 2017. július 31-én bevonják. 2017. augusztus 23-án az új 1000 forintos bankjegy bejelentésekor közölték, hogy a régi bankjegyeket 2018. október 31-én bevonják. Az új 500 forintos bankjegy bemutatásakor közölték, hogy a régi 500-asok 2019. október 31-én szintén bevonásra kerülnek. 2019. február 15-én bejelentették, hogy 2019. december 31-én az utolsó régi bankjegyet, a 10 000 forintost is bevonják, (a címlet bevonása az új változat forgalomba kerülése után több mint 5 évvel történt meg) 2020. január 1. óta kizárólag a megújított papírpénzek a törvényes fizetőeszközök.
A bevont bankjegyeket a bevonási határnap után még 3 évig a hitelintézetek és a posták, míg 20 évig az MNB köteles névértéken beváltani.

### Emlékbankjegyek
Az 1990-es évekre világszerte kezdett elterjedtté válni, hogy jeles évfordulók alkalmából emlékérmék mellett emlékbankjegyeket is kiadnak. Magyarországon az első ilyen bankjegy a 2000. augusztus 20-án az államalapítás millenniumára kibocsátott kétezer forintos, melynek előoldalán a Bethlen Gábor-portré helyett a magyar Szent Korona, hátoldalán Madarász Viktor Bethlen Gábor tudósai körében ábrázoló festménye helyett Benczúr Gyula Vajk megkeresztelése című műve látható. A bankjegyre több mint 200 ezer előjegyzési igény érkezett, és összesen 300 ezer darabot gyártottak belőle ebben az évben.
A jeles évforduló alkalmából a 2000-es évszámmal kibocsátott forgalmi 1000 forintos bankjegyeken a vízszintesen, a bal alsó sarokban elhelyezkedő sorszám helyett a „MILLENNIUM” felirat szerepelt. Ezeket 2007-ben hologramcsík hiánya miatt bevonták az összes 2006 előtt kibocsátott ezressel együtt.
2006-ban az 1956-os forradalom 50. évfordulója alkalmából emlékérmék mellett 15 milliós példányszámban 500 forintos emlékbankjegyet is kibocsátottak, melynek hátoldalán a sárospataki vár helyett az országház épülete és a forradalmat jelképező lyukas zászló látható (az előoldalon a többi 500-ashoz hasonlóan Rákóczi arcképe). Ezt 2019. október 31-én a többi 2018 előtt kibocsátott 500 forintossal együtt bevonták.

### Hamisítványok

#### 54 000 forintos bankjegyek
2008-ban egy idős férfitól egy fiatalember három birkát vásárolt 108 ezer forintért egy Jász-Nagykun-Szolnok megyei faluban. Az összeget két 54 ezer forintos bankjeggyel fizette ki. A becsapott férfinak nem tűnt fel a nem létező címlet, csak akkor szembesült a csalással, amikor a postán fel akarta váltani a pénzt. A hamisított bankjegyek megegyeztek a 20 ezer forintosokkal, csak az összeget írták át rajtuk. A rendőrség a csalónál házkutatást tartott, további 23 példányt találtak a nemlétező címletű bankjegyből, valamennyit egyező sorozatszámmal. A fiatalember saját elmondása szerint egy szeméttelepen találta az 54 ezer forintosokat.

### Katalógus
| Kép                      | Kép                 | Névérték            | Méret               | Leírás                                        | Leírás                                                               | Dátumok             | Dátumok             | Dátumok             | Dátumok             |
| Előoldal                 | Hátoldal            | Névérték            | Méret               | Előoldal                                      | Hátoldal                                                             | kibocsátás          | forgalomba kerülés  | bevonás             | átváltási határnap  |
| Forgalmi bankjegyek      | Forgalmi bankjegyek | Forgalmi bankjegyek | Forgalmi bankjegyek | Forgalmi bankjegyek                           | Forgalmi bankjegyek                                                  | Forgalmi bankjegyek | Forgalmi bankjegyek | Forgalmi bankjegyek | Forgalmi bankjegyek |
| ------------------------ | ------------------- | ------------------- | ------------------- | --------------------------------------------- | -------------------------------------------------------------------- | ------------------- | ------------------- | ------------------- | ------------------- |
|                          |                     | 200 Ft              | 154 × 70 mm         | Károly Róbert                                 | A diósgyőri vár (Ludwig Rohbock metszete alapján)                    | 1998.               | 1998. május 1.      | 2009. november 15.  | 2029. november 15.  |
|                          |                     | 200 Ft              | 154 × 70 mm         | Károly Róbert                                 | A diósgyőri vár (Ludwig Rohbock metszete alapján)                    | 2001.               | 2001.               | 2009. november 15.  | 2029. november 15.  |
|                          |                     | 500 Ft              | 154 × 70 mm         | Mányoki Ádám: II. Rákóczi Ferenc portréja     | Sárospataki vár                                                      | 1998.               | 1998. december 1.   | 2019. október 31.   | 2039. október 31.   |
|                          |                     | 500 Ft              | 154 × 70 mm         | Mányoki Ádám: II. Rákóczi Ferenc portréja     | Sárospataki vár                                                      | 2001.               | 2001. február 1.    | 2019. október 31.   | 2039. október 31.   |
|                          |                     | 500 Ft              | 154 × 70 mm         | Mányoki Ádám: II. Rákóczi Ferenc portréja     | Sárospataki vár                                                      | 2007                | 2009. április 15.   | 2019. október 31.   | 2039. október 31.   |
|                          |                     | 1000 Ft             | 154 × 70 mm         | Mátyás király                                 | A Hercules-kút a Visegrádi várból                                    | 1998.               | 1998. szeptember 1. | 2007. augusztus 31. | 2027. augusztus 31. |
|                          |                     | 1000 Ft             | 154 × 70 mm         | Mátyás király                                 | A Hercules-kút a Visegrádi várból                                    | 2002.               | 2002.               | 2007. augusztus 31. | 2027. augusztus 31. |
|                          |                     | 1000 Ft             | 154 × 70 mm         | Mátyás király                                 | A Hercules-kút a Visegrádi várból                                    | 2005.               | 2006. április 10.   | 2018. október 31.   | 2038. október 31.   |
|                          |                     | 1000 Ft             | 154 × 70 mm         | Mátyás király                                 | A Hercules-kút a Visegrádi várból                                    | 2009                | 2009. április 15.   | 2018. október 31.   | 2038. október 31.   |
|                          |                     | 2000 Ft             | 154 × 70 mm         | Bethlen Gábor                                 | Madarász Viktor: Bethlen Gábor tudósai körében                       | 1998.               | 1998. február 1.    | 2017. július 31.    | 2037. július 31.    |
|                          |                     | 2000 Ft             | 154 × 70 mm         | Bethlen Gábor                                 | Madarász Viktor: Bethlen Gábor tudósai körében                       | 2002.               | 2002.               | 2017. július 31.    | 2037. július 31.    |
|                          |                     | 2000 Ft             | 154 × 70 mm         | Bethlen Gábor                                 | Madarász Viktor: Bethlen Gábor tudósai körében                       | 2007.               | 2009. április 15.   | 2017. július 31.    | 2037. július 31.    |
|                          |                     | 5000 Ft             | 154 × 70 mm         | Friedrich Amerling: Széchenyi István portréja | A nagycenki Széchenyi-kastély                                        | 1999.               | 1999. április 1.    | 2017. július 31.    | 2037. július 31.    |
|                          |                     | 5000 Ft             | 154 × 70 mm         | Friedrich Amerling: Széchenyi István portréja | A nagycenki Széchenyi-kastély                                        | 2005.               | 2005.               | 2017. július 31.    | 2037. július 31.    |
|                          |                     | 5000 Ft             | 154 × 70 mm         | Friedrich Amerling: Széchenyi István portréja | A nagycenki Széchenyi-kastély                                        | 2008                | 2009. április 15.   | 2017. július 31.    | 2037. július 31.    |
|                          |                     | 10 000 Ft           | 154 × 70 mm         | Szent István király                           | Hubert Sattler: Esztergomi látkép (részlet, Keresztény Múzeum, 1883) | 1997.               | 1997. július 1.     | 2019. december 31.  | 2039. december 31.  |
|                          |                     | 10 000 Ft           | 154 × 70 mm         | Szent István király                           | Hubert Sattler: Esztergomi látkép (részlet, Keresztény Múzeum, 1883) | 1998.               | 1998.               | 2019. december 31.  | 2039. december 31.  |
|                          |                     | 10 000 Ft           | 154 × 70 mm         | Szent István király                           | Hubert Sattler: Esztergomi látkép (részlet, Keresztény Múzeum, 1883) | 2001.               | 2001.               | 2019. december 31.  | 2039. december 31.  |
|                          |                     | 10 000 Ft           | 154 × 70 mm         | Szent István király                           | Hubert Sattler: Esztergomi látkép (részlet, Keresztény Múzeum, 1883) | 2008.               | 2008. szeptember 8. | 2019. december 31.  | 2039. december 31.  |
|                          |                     | 20 000 Ft           | 154 × 70 mm         | Deák Ferenc                                   | Ideiglenes magyar képviselőház                                       | 1999.               | 2001. február 1.    | 2017. december 31.  | 2037. december 31.  |
|                          |                     | 20 000 Ft           | 154 × 70 mm         | Deák Ferenc                                   | Ideiglenes magyar képviselőház                                       | 2004.               | 2004.               | 2017. december 31.  | 2037. december 31.  |
|                          |                     | 20 000 Ft           | 154 × 70 mm         | Deák Ferenc                                   | Ideiglenes magyar képviselőház                                       | 2008.               | 2008.               | 2017. december 31.  | 2037. december 31.  |
| Forgalmi emlékbankjegyek |                     |                     |                     |                                               |                                                                      |                     |                     |                     |                     |
|                          |                     | 500 Ft              | 154 × 70 mm         | Mányoki Ádám: II. Rákóczi Ferenc portréja     | Az Országház a forradalom lyukas zászlajával                         | 2006.               | 2006. október 20.   | 2019. október 31.   | 2039. október 31.   |
|                          |                     | 1000 Ft             | 154 × 70 mm         | Mátyás király, MILLENNIUM                     | A Hercules-kút a Visegrádi várból                                    | 2000.               | 2000. november 1.   | 2007. augusztus 31. | 2027. augusztus 31. |
| Emlékbankjegy            |                     |                     |                     |                                               |                                                                      |                     |                     |                     |                     |
|                          |                     | 2000 Ft             | 154 × 70 mm         | A Szent Korona                                | Benczúr Gyula: Vajk megkeresztelése                                  | 2000. augusztus 20. | 2000. augusztus 20. | Forgalomban         | Forgalomban         |

## 2014-es sorozat
2013-ban a Magyar Nemzeti Bank bejelentette, hogy 2018-ig teljesen lecseréli a magyar pénzjegykészletet. A sorozat méretében, jellegében és az elő- illetve hátoldalon látható képek tekintetében változatlanok az 1997-es sorozathoz képest, a színvilág, a kisebb motívumok, illetve a biztonsági elemek tekintetében viszont teljesen újak, amelyek sokkal nehezebbé teszik a hamisítást.
- Az első a tízezer forintos lett, amelyet 2014. szeptember 2-án bocsátottak ki, de a forgalomban csak három hónappal később, december 2-án jelent meg.[33]
- 2015 szeptemberében jelentette be az MNB az új húszezer forintos bankjegyet, mely szeptember 25-én került kibocsátásra, majd december 14-től forgalomba.[34]
- 2016-ban jelentették be, hogy a kétezer és az ötezer forintos bankjegyek 2017 tavaszán egyszerre kerülnek forgalomba[35] Az új bankjegyeket 2016. november 15-én egyszerre bocsátották ki, 2017. március 1-jén kerültek a forgalomba.[36]
- 2017. augusztus 24-én vált véglegessé az új ezer forintos bankjegy kinézete, amely 2018. március 1-jén került forgalomba.[37]
- 2018. július 4-én vált véglegessé az utolsó megújuló pénzjegy, az ötszáz forintos kinézete, a forgalomban pedig 2019. február 1-jén jelent meg.[21] Így az összes megújult papírpénz forgalomban van.

Az új bankók forgalomba kerülésével megkezdték az 1997-es sorozat (még forgalomban lévő) tagjainak bevonását is. 2020. január 1. óta kizárólag az új pénzjegyek használhatóak a készpénzforgalomban. (Lásd fentebb)

### Kritikák
Az 1997-es sorozat negatívnak tartott tulajdonságait és hibáit (melyek fentebb olvashatók) a „Hercules kút” (helyesen „Hercules-kút”) és „a Nagycenki Széchenyi kastély” (helyesen „A nagycenki Széchenyi-kastély”) kivételével ez a sorozat is átvette, azonban a két említett helyesírási hibát itt már a megfelelő, kötőjeles formában láthatjuk.
Azonban a 2014-es sorozatnak is van néhány sajátos hibája:
- a sorozat húszezer és kétezer forintosa vizuálisan – első látásra – igen nehezen különböztethető meg egymástól. Többeket összezavar, hogy pont két olyan bankjegynek lett hasonló a színe, amelyen gyakorlatilag megegyező számok szerepelnek.[38][39][40]
- a sorozatot sokan bírálták a túl harsány színhasználat miatt: az ötszáz, a kétezer, az ötezer és a tízezer forintos bankjegyek alapszíne egyaránt kifejezett visszatetszést váltott ki sokakból, feltehetően azért, mert túl élénkek.
- a kétezres hátoldalán nem javították ki a festmény címét (valódi címe: „Bethlen Gábor tudósai körében”)
- a bankjegyek előoldalán változatlanok maradtak az arcképek, így a tízezresen továbbra is a hitelesnek nem nevezhető Szent István-portré látható.

### Katalógus
| Kép                 | Kép                 | Névérték            | Méret               | Leírás                                            | Leírás                                         | Dátumok              | Dátumok             | Dátumok             | Dátumok             |
| Előoldal            | Hátoldal            | Névérték            | Méret               | Előoldal                                          | Hátoldal                                       | kibocsátás           | forgalomba kerülés  | bevonás             | átváltási határnap  |
| Forgalmi bankjegyek | Forgalmi bankjegyek | Forgalmi bankjegyek | Forgalmi bankjegyek | Forgalmi bankjegyek                               | Forgalmi bankjegyek                            | Forgalmi bankjegyek  | Forgalmi bankjegyek | Forgalmi bankjegyek | Forgalmi bankjegyek |
| ------------------- | ------------------- | ------------------- | ------------------- | ------------------------------------------------- | ---------------------------------------------- | -------------------- | ------------------- | ------------------- | ------------------- |
|                     |                     | 500 Ft              | 154 × 70 mm         | Mányoki Ádám: II. Rákóczi Ferenc portréja         | Sárospataki vár                                | 2018. július 4.      | 2019. február 1.    | Forgalomban         | Forgalomban         |
|                     |                     | 1000 Ft             | 154 × 70 mm         | Mátyás király                                     | A Hercules-kút a Visegrádi palotából           | 2017. augusztus 24.  | 2018. március 1.    | Forgalomban         | Forgalomban         |
|                     |                     | 2000 Ft             | 154 × 70 mm         | Bethlen Gábor                                     | Madarász Viktor: Bethlen Gábor tudósai körében | 2016. november 15.   | 2017. március 1.    | Forgalomban         | Forgalomban         |
|                     |                     | 5000 Ft             | 154 × 70 mm         | Friedrich von Amerling: Széchenyi István portréja | A nagycenki Széchenyi-kastély                  | 2016. november 15.   | 2017. március 1.    | Forgalomban         | Forgalomban         |
|                     |                     | 10 000 Ft           | 154 × 70 mm         | Szent István király                               | Hubert Sattler: Esztergomi látkép              | 2014. szeptember 2.  | 2014. december 2.   | Forgalomban         | Forgalomban         |
|                     |                     | 20 000 Ft           | 154 × 70 mm         | Deák Ferenc                                       | Az ideiglenes magyar képviselőház              | 2015. szeptember 25. | 2015. december 14.  | Forgalomban         | Forgalomban         |

## Előállítási költség
A bankjegyek előállítási költségét az MNB hivatalos honlapján teszi közzé.
| Bankjegy ára                                  | Bankjegy ára | Bankjegy ára | Bankjegy ára | Bankjegy ára | Bankjegy ára | Bankjegy ára |
| --------------------------------------------- | ------------ | ------------ | ------------ | ------------ | ------------ | ------------ |
| Címlet                                        | 500          | 1000         | 2000         | 5000         | 10 000       | 20 000       |
| Nettó ár (Ft/db)                              | 39,4         | 47,9         | 37,3         | 38,0         | 41,5         | 39,9         |
| Bruttó ár (Ft/db)                             | 49,2         | 60,8         | 46,6         | 47,4         | 52,7         | 49,9         |
| Az adott címletből történő utolsó gyártás éve | 2022         | 2021         | 2020         | 2020         | 2021         | 2022         |